# WTA Elite Trophy 2018 – ženská dvouhra

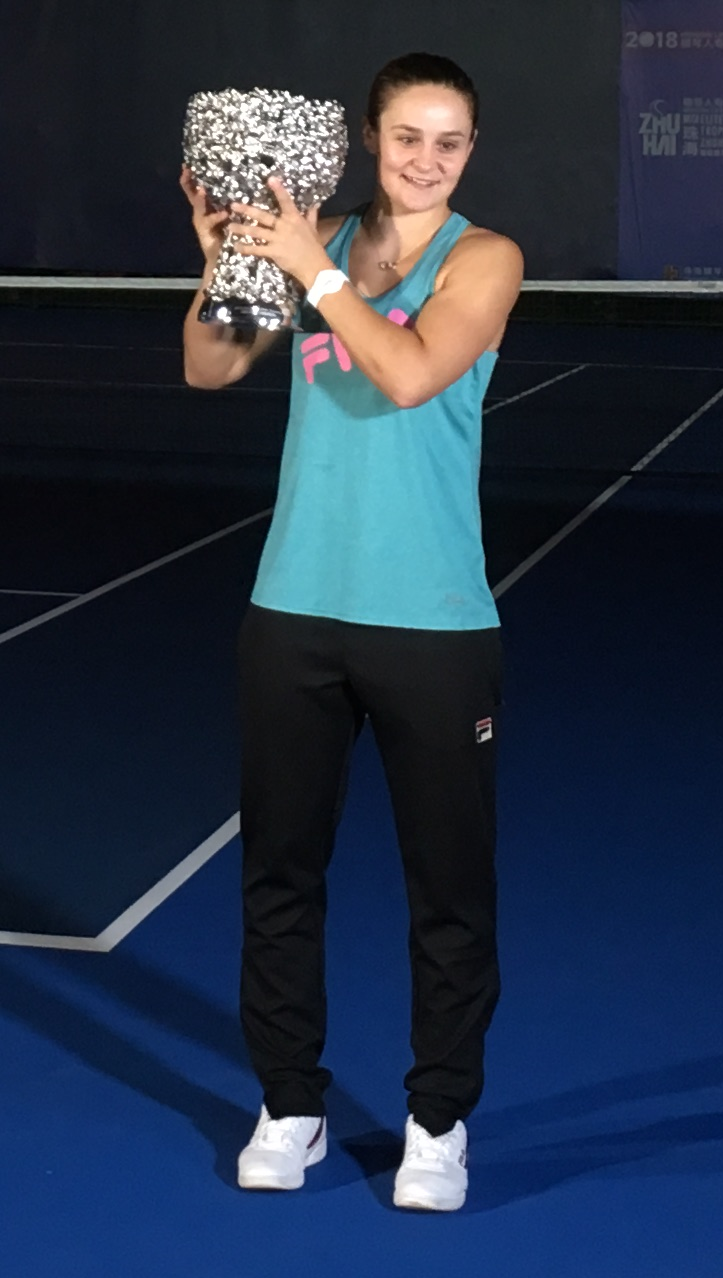
Vítězka Ashleigh Bartyová s trofejí

Ženská dvouhra WTA Elite Trophy 2018 probíhala v první polovině listopadu 2018. Do singlové soutěže čuchajského tenisového turnaje nastoupilo dvanáct hráček, které obdržely pozvání od organizátorů po splnění kvalifikačních kritérií. Obhájkyní titulu byla německá tenistka Julia Görgesová, kterou v semifinále vyřadila Ashleigh Bartyová.
Z turnaje se odhlásily Američanka Serena Williamsová a Lotyška Jeļena Ostapenková. Divokou kartu organizátoři udělili Číňance Čang Šuaj. Nejmladší hráčkou se stala 20letá Aryna Sabalenková, naopak nejstarší Görgesová, která během turnaje oslavila 30. narozeniny. Na turnaji debutovaly Darja Kasatkinová, Anett Kontaveitová, Elise Mertensová, Garbiñe Muguruzaová, Sabalenková a Wangová. Poprvé do singlové soutěže zasáhly dvě čínské tenistky.
Vítězka azalkové skupiny Američanka Madison Keysová, se musela semifinále vzdát kvůli zranění levého kolene. Nahradila ji druhá ve skupině Číňanka Wang Čchiang, která poté prošla přes Garbiñe Muguruzaovou do finále.
Vítězkou se stala devátá nasazená Australanka Ashleigh Bartyová, jež ve finále zdolala čínskou turnajovou jedenáctku Wang Čchiang po dvousetovém průběhu 6–3 a 6–4. V probíhající sezóně si po triumfu na Nottingham Open 2018 připsala druhé turnajové vítězství, které představovalo třetí singlový titul na okruhu WTA Tour. Bodový zisk pro 22letou Bartyovou znamenal posun na nové kariérní maximum, 15. místo žebříčku WTA. Poprvé se do elitní světové dvacítky posunula 26letá Wangová, které po turnaji patřila 20. příčka.

## Nasazení hráček
1. Darja Kasatkinová (základní skupina, 160 bodů, 45 000 USD)
2. Anastasija Sevastovová (základní skupina, 160 bodů, 125 000 USD)
3. Aryna Sabalenková (základní skupina, 160 bodů, 125 000 USD)
4. Elise Mertensová (základní skupina, 160 bodů, 125 000 USD)
5. Julia Görgesová (semifinále, 160 bodů, 214 727 USD)
6. Madison Keysová (semifinále, odstoupila pro zranění levého kolene[3], 160 bodů, 200 000 USD)
7. Garbiñe Muguruzaová (semifinále, 240 bodů, 214 727 USD)
8. Caroline Garciaová (základní skupina, 160 bodů, 45 000 USD)
9. Ashleigh Bartyová (vítězka, 620 bodů, 700 000 USD)
10. Anett Kontaveitová (základní skupina, 160 bodů, 45 000 USD)
11. Wang Čchiang (finále, 360 bodů, 275 000 USD)
12. Čang Šuaj (základní skupina, 80 bodů, 45 000 USD)

## Náhradnice
1. Mihaela Buzărnescuová (nenastoupila)
2. Sie Šu-wej (nenastoupila)

## Soutěž
| Legenda                                                       |                                                                        |                                                   |
| - Q – kvalifikant - WC – divoká karta - LL – šťastný poražený | - Alt – náhradník - SE – zvláštní výjimka - PR/SR – žebříčková ochrana | - w/o – bez boje - r – skreč - d – diskvalifikace |

### Finálová fáze
|  | Semifinále | Semifinále        | Semifinále   | Semifinále | Semifinále |                     |   | Finále            | Finále | Finále | Finále | Finále |
|  |            |                   |              |            |            |                     |   |                   |        |        |        |        |
|  | 5          | Julia Görgesová   | 6            | 3          | 2          |                     |   |                   |        |        |        |        |
|  | 9          | Ashleigh Bartyová | 4            | 6          | 6          |                     |   |                   |        |        |        |        |
|  | 9          | Ashleigh Bartyová | 4            | 6          | 6          |                     | 9 | Ashleigh Bartyová | 6      | 6      |        |        |
|  |            |                   |              |            |            |                     | 9 | Ashleigh Bartyová | 6      | 6      |        |        |
|  |            | 11                | Wang Čchiang | 3          | 4          |                     |   |                   |        |        |        |        |
|  | 7          | 11                | Wang Čchiang | 3          | 4          | Garbiñe Muguruzaová | 2 | 0                 |        |        |        |        |
|  | 7          |                   |              |            |            | Garbiñe Muguruzaová | 2 | 0                 |        |        |        |        |
|  | 11         | Wang Čchiang      | 6            | 6          |            |                     |   |                   |        |        |        |        |

### Azalková skupina
|     |                   | Kasatkina     | Keys          | Wang          | Zápasy | Sety       | Hry            | Pořadí |
| 1.  | Darja Kasatkinová |               | 2–6, 4–6      | 6–1, 2–6, 7–5 | 1–1    | 2–3 (40 %) | 21–24 (46,7 %) | 3.     |
| 6.  | Madison Keysová   | 6–2, 6–4      |               | 6–1, 3–6, 1–6 | 1–1    | 3–2 (60 %) | 22–19 (54 %)   | 1.     |
| 11. | Wang Čchiang      | 1–6, 6–2, 5–7 | 1–6, 6–3, 6–1 |               | 1–1    | 3–3 (50 %) | 25–25 (50 %)   | 2.     |

### Kaméliová skupina
|        |                        | Sevastova               | Muguruza                | Čang            | Zápasy | Sety         | Hry            | Pořadí |
| 2.     | Anastasija Sevastovová |                         | 7–6(7–4), 2–6, 6–7(1–7) | 6–0, 7–6(12–10) | 1–1    | 3–2 (60 %)   | 28–25 (52,8 %) | 2.     |
| 7.     | Garbiñe Muguruzaová    | 6–7(4–7), 6–2, 7–6(7–1) |                         | 3–6, 6–3, 6–2   | 2–0    | 4–2 (66,7 %) | 34–26 (56,7 %) | 1.     |
| 12./WC | Čang Šuaj              | 0–6, 6–7(10–12)         | 6–3, 3–6, 2–6           |                 | 0–2    | 1–4 (20 %)   | 17–28 (37,8 %) | 3.     |

### Orchideová skupina
|    |                    | Sabalenka | Garcia   | Barty    | Zápasy | Sety       | Hry          | Pořadí |
| 3. | Aryna Sabalenková  |           | 4–6, 4–6 | 6–4, 6–4 | 1–1    | 2–2 (50 %) | 20–20 (50 %) | 2.     |
| 8. | Caroline Garciaová | 6–4, 6–4  |          | 3–6, 4–6 | 1–1    | 2–2 (50 %) | 19–20 (49 %) | 3.     |
| 9. | Ashleigh Bartyová  | 4–6, 4–6  | 6–3, 6–4 |          | 1–1    | 2–2 (50 %) | 20–19 (51 %) | 1.     |

### Růžová skupina
|     |                    | Mertens       | Görges        | Kontaveit     | Zápasy | Sety       | Hry          | Pořadí |
| 4.  | Elise Mertensová   |               | 2–6, 6–7(5–7) | 6–3, 6–1      | 1–1    | 2–2 (50 %) | 20–17 (54 %) | 2.     |
| 5.  | Julia Görgesová    | 6–2, 7–6(7–5) |               | 2–6, 6–4, 4–6 | 1–1    | 3–2 (60 %) | 25–24 (51 %) | 1.     |
| 10. | Anett Kontaveitová | 3–6, 1–6      | 6–2, 4–6, 6–4 |               | 1–1    | 2–3 (40 %) | 20–24 (45 %) | 3.     |